# Prioritätenmatrix
Eine Prioritätenmatrix ermöglicht im Rahmen des Vernetzten Denkens die Ermittlung guter Eingriffspunkte in ein problemrelevantes Gefüge von Ursache-Wirkungs-Beziehungen anhand verschiedener Merkmale, die frei gewählt und bei Bedarf auch verschieden gewichtet werden können.

## Verwendung
Die Verwendung der Prioritätenmatrix ist angelehnt an die Idee der Einflussmatrix und setzt die multikriterielle Entscheidungstheorie konkret um: Alle berücksichtigten Variablen werden hinsichtlich jedes verwendeten Merkmals in eine normierte Rangfolge gebracht und über alle Rangfolgen hinweg ermittelt, welche Variablen die größtmöglichen Grade an Merkmalserfüllung aufweisen und mithin die bestmöglichen Eingriffspunkte in die Problemsituation darstellen.
|    | Über | norm. | Vfrist | norm. | Lenk | norm. | Ziel % | norm. | Pri |
| -- | ---- | ----- | ------ | ----- | ---- | ----- | ------ | ----- | --- |
| V1 | 2    | 0,2   | 2      | 0,2   | 0    | -     | -      | -     | -   |
| V2 | 2    | 0,2   | 3      | 0,3   | 3    | 0,3   | 0,8    | 0,08  | 2   |
| V3 | -    | -     | -      | -     | -    | -     | -      | -     | -   |
| V4 | 5    | 0,5   | 3      | 0,3   | 2    | 0,2   | 1      | 0,1   | 1   |
| V5 | 0    | -     | -      | -     | -    | -     | -      | -     | -   |
| V6 | 1    | 0,1   | 1      | 0,1   | 1    | 0,1   | 0,3    | 0,03  | 3   |
| V7 | -    | -     | -      | -     | -    | -     | -      | -     | -   |
| V8 | -    | -     | -      | -     | -    | -     | -      | -     | -   |

## Aufbau
Die Prioritätenmatrix ist eine zweidimensionale Matrix, in der die einzelnen Variablen der Problemsituation in der ersten Spalte (Vorspalte) notiert werden. Im Tabellenkopf (Erste Zeile) werden die Merkmale eingetragen, die zur Herleitung von Eingriffspunkten verwendet werden. Zumeist sind dies: Starker Einfluss auf die Problemstruktur (Über, verstanden als Outputüberschuss), Veränderungsfrist (Vfrist, verstanden als Veränderungszeitraum) und Lenkbarkeit (Lenk, verstanden als Möglichkeit des direkten Zugriffs). Für jedes dieser Merkmale werden für jede Variable Werte zwischen 0 (gar nicht) und 3 (sehr stark) eingetragen und die Werte in einer eigenen Spalte normiert (norm.).
Die Auswertung der Prioritätenmatrix erfolgt in der Spalte Zielerreichungsgrade (Ziel%) pro Variable über alle normierten Werte hinweg. Die Rangplätze der normierten Zielerreichungsgrade werden dann als Priorität hinsichtlich der Hebelwirkung einzelner Problemvariablen betrachtet.
Im gezeigten Beispiel erweist sich V4 von allen Variablen als bestmöglicher Eingriffspunkt in die Problemstruktur, gefolgt von V2. V4 zeigt über alle Merkmale hinweg die besten Ergebnisse und V2 hat die beste Lenkbarkeit. V6 ist zwar noch als Hebel für Maßnahmen geeignet, fällt aber gegenüber V4 und V2 deutlich ab. Alle anderen Variablen bieten keine Möglichkeit zur Problemlösung.

## Einsatz und Anwendung
Die Arbeit mit der Prioritätenmatrix ist mit einer Excel-Tabelle umsetzbar, wobei die einzelnen Merkmale bei Bedarf auch verschieden gewichtet werden können. In Fortführung der Einflussmatrix ist die Prioritätenmatrix Teil des systemorientierten Managements, das aus einer metatheoretischen Verankerung, einem theoretischen Begründungszusammenhang und einer praxisnahen Umsetzung mit konkreten Tools besteht.
Die Prioritätenmatrix kann von Einzelnen und von Gruppen angewendet werden, wobei der Zeitaufwand im letzteren Fall deutlich größer wird. Realistisch für eine Kleingruppe sind  bei 10 Variablen ca. 2 Stunden. Bei komplexeren Aufgabenstellungen kann durchaus ein ganzer Tag mit mehreren Durchläufen nötig sein.
Die Angaben erfolgen aufgrund Plausibilitätserwägungen im Wertebereich von 0, 1, 2 und 3. Dabei wird wie bei allen Rating-Skalen mit mindestens vier unterscheidbaren Werten davon ausgegangen, dass die Anwender implizit von einer Intervallskalierung ausgehen.